# Swahilisprachige Wikipedia
Die Swahili-Wikipedia (Wikipedia ya Kiswahili) ist die Wikipedia in der Sprache Swahili. Sie gehört zu den größten Wikipedias der Niger-Kongo-Sprachen und auch der afrikanischen Sprachen insgesamt.
Die Swahili-Wikipedia wurde im März 2003 gegründet und wuchs zunächst nur langsam. Im November 2005, mehr als zwei Jahre nach ihrer Gründung, erreichte sie erst eine Zahl von 100 Artikeln, im Juli 2006 war die Marke von 1000 Artikeln erreicht. In Zeitungsartikeln der International Herald Tribune und New York Newsdays vom 27. August 2006 wurde die swahilisprachige Wikipedia im Zusammenhang mit anderen kleineren Wikipedia-Sprachversionen erwähnt. Im Februar 2009 war die Artikelzahl auf 10.000 gestiegen. Sie war damit die erste Sprachversion unter den Niger-Kongo-Sprachen, die diesen Wert erreichte. Am 20. Juni 2009 wurde die Startseite von Swahili-Wikipedia überarbeitet und erhielt eine neue Oberflächengestaltung.
Im Juni 2012 hatte die Swahili-Wikipedia mehr als 23.000 Artikel; damit befand sie sich zu diesem Zeitpunkt auf Platz 81 der größten Wikipedias. Sie war per Juni 2012 die größte Wikipedia innerhalb der afrikanischen Sprachen, gefolgt von der Afrikaans-Wikipedia, und war eine von nur zwei Wikipedias der Niger-Kongo-Sprachen, die mehr als 10.000 Artikel hatten; die andere war die Yoruba-Wikipedia. Im August 2015 wurde der 30.000. Artikel auf Swahili angelegt. Am 12. November 2018 kam sie nach Artikelanzahl (47.197) auf den 88. Platz aller Wikipedia-Sprachversionen.

## Meilensteine
- 27. August 2006: Swahili-Wikipedia erreicht ihren 1.025. Artikel
- August 2015: 30.000. Artikel wurde angelegt.